# Casuarina
Casuarina este un gen de arbori cu frunze perene care fac parte din familia Casuarinaceae. Acești arbori sunt originari din zonele tropicale și subtropicale din întreaga lume, inclusiv Australia, Asia de Sud-Est, India și Africa.
Arborele de casuarină este cunoscut și sub numele de "She-oak" sau "Oaklet" datorită aspectului său similar cu cel al stejarilor, deși nu are nicio legătură cu aceștia. Arbuștii și copacii de casuarină au un aspect deosebit de frumos, cu o coroană de frunze dense și asemănătoare cu acele care pot crește până la 30 de metri înălțime.
Acești arbori sunt utilizați adesea în amenajările peisagistice, fiindcă se adaptează bine la medii cu soluri sărace și salină. În plus, lemnele de casuarină sunt utilizate în construcții și pentru fabricarea de mobilă, iar scoarța este folosită în industria farmaceutică.